# Rammelsbach (Ilse)
Der Rammelsbach ist mit dem Tänntalbach im Oberlauf ein etwa dreizehn Kilometer langer rechter Zufluss der Ilse im Landkreis Harz, Sachsen-Anhalt. Er entspringt südlich von Ilsenburg (Harz) im nördlichen Harz, durchfließt das Harzvorland und mündet nördlich von Veckenstedt in die Ilse.

## Name
Das Gewässer wurde im Jahr 1479 als Rammesbeke erstmals schriftlich erwähnt. Der Name bedeutet „Bach des Ram(m) (Personenname)“.

## Gewässerbezeichnung
Der Rammelsbach und Tänntalbach werden unter der gleichen Gewässerkennziffer 48242 geführt und vom überwachenden Landesbetrieb für Hochwasserschutz und Wasserwirtschaft Sachsen-Anhalt (LHW) mit den Wasserkörpernummern WESOW22 (Quelle bis Darlingerode) und WESOW23 (Darlingerode bis Mündung) bezeichnet. Der Oberlauf Tänntalbach ist in einigen Karten mehrdeutig, weil der Bach von den Weißen Steinen auch als Tänntalbach verzeichnet ist. Der Rammelsbach ist in ein sogenanntes Vorranggewässer.

## Verlauf
Der Tänntalbach entspringt unterhalb des Waldhauses Plessenburg auf Ilsenburger Gebiet in etwa 535 m Höhe. Ihm fließen mehrere Bäche von den Wolfsklippen zu, u. a. nach knapp fünfhundert Metern von rechts der etwa eineinhalb Kilometer lange Bach der Weißen Steine (GKZ 482422). In dem nach Nordosten ausgerichteten Tänntal mündet von links der Bach von der Moosklippe (GKZ 482424). Vor dem Ilsenburger Ortsteil Oehrenfeld teilt sich der Bach auf; sein nördlicher Arm durchfließt mehrere Teiche, so auch den Rohrteich, und trifft auf Höhe der Marianne-Buggenhagen-Schule wieder auf den Hauptarm. Der südliche Hauptarm verlässt den Harzwald, mäandert durch Darlingerode und nimmt von rechts den Sandtalbach (GKZ 482426) auf. Ab hier wird der Bach unter seinem Namen Rammelsbach geführt. Er wird von der Bahnstrecke Heudeber-Danstedt–Bad Harzburg überquert und richtet sich nach Norden durch die offene Landschaft des Harzvorlands. Nach Querung der Autobahn 36 fließt ihm vor Veckenstedt von links der Nonnenbach (GKZ 482428) zu. Er erreicht den Ort bei der Rammelsbachstraße und mündet unterhalb der besiedelten Flächen von rechts in die Ilse.

## Gewässergüte
In den Wasserkörperdatenblättern des LHW werden beide Gewässerabschnitte in der ökologischen Gesamtbewertung als mäßig beurteilt. Dies liegt zum einen an der schlechten Note für den chemischen Zustand (hoher Quecksilbergehalt in den Biota), zum anderen an der in vielen Abschnitten schlechten Gewässerstrukturgüte.